# Hangar (Centre de Producció d'Arts Visuals)
Hangar és un centre de producció i recerca artística fundat el 1997 i gestionat per la Fundació d'Artistes Visuals de Catalunya (AAVC) per donar suport a creadors i artistes. Està situat a Can Ricart, un recinte industrial del barri de Provençals del Poblenou de Barcelona i forma part de la Xarxa de Centres de Producció d'Arts Visuals de Catalunya. Actualment, la directora és Anna Manubens.

## Edifici
L'espai dedicat a Hangar és d'aproximadament 1.800 m² i dona cabuda a quinze tallers individuals, un medialab, dos platós, un servei de lloguer d'equipament, tècnics i assessorament de producció. L'espai està subvencionat principalment per la Generalitat de Catalunya i l'Ajuntament de Barcelona.

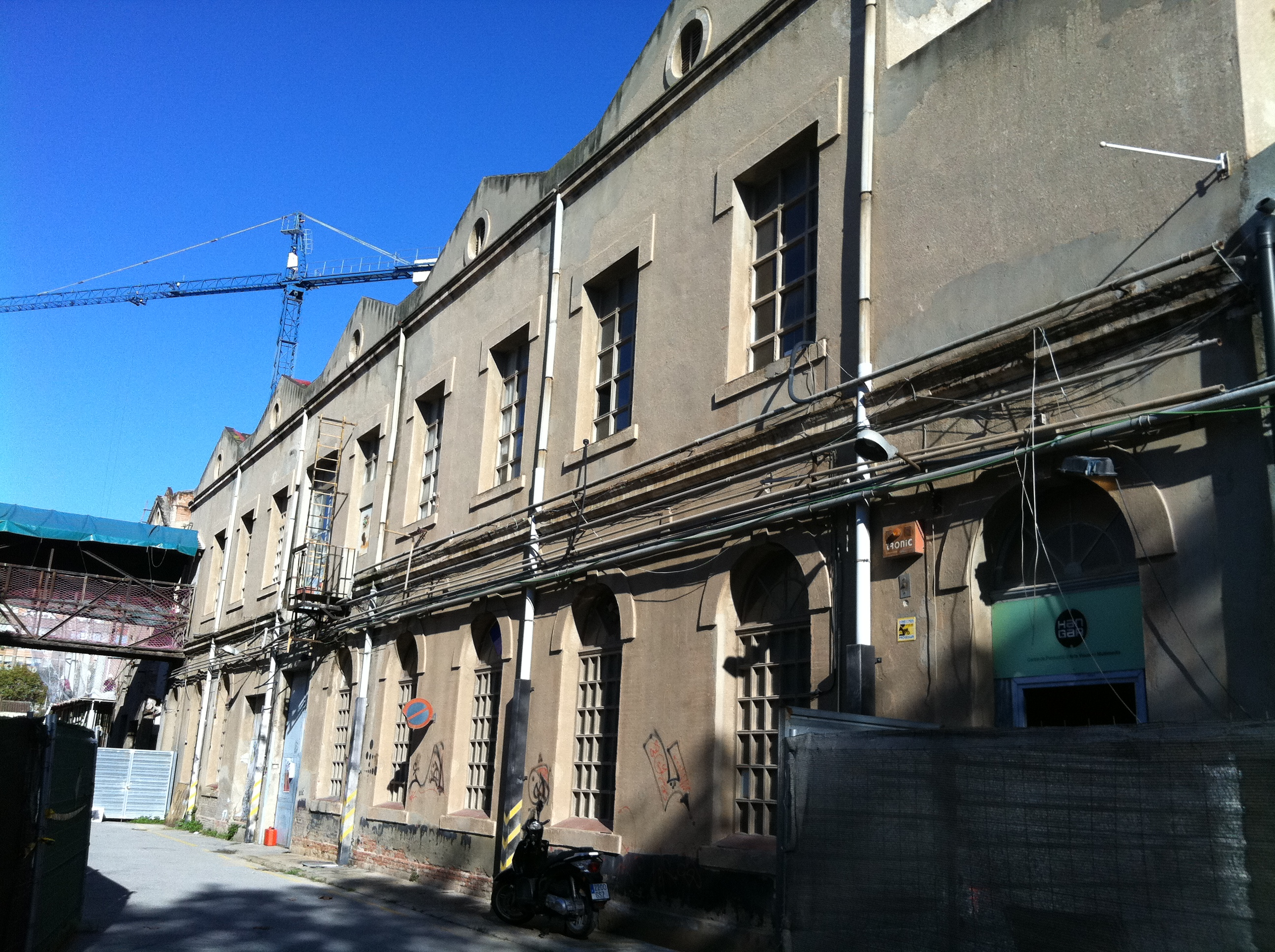
Tallers interiors. Vista exterior
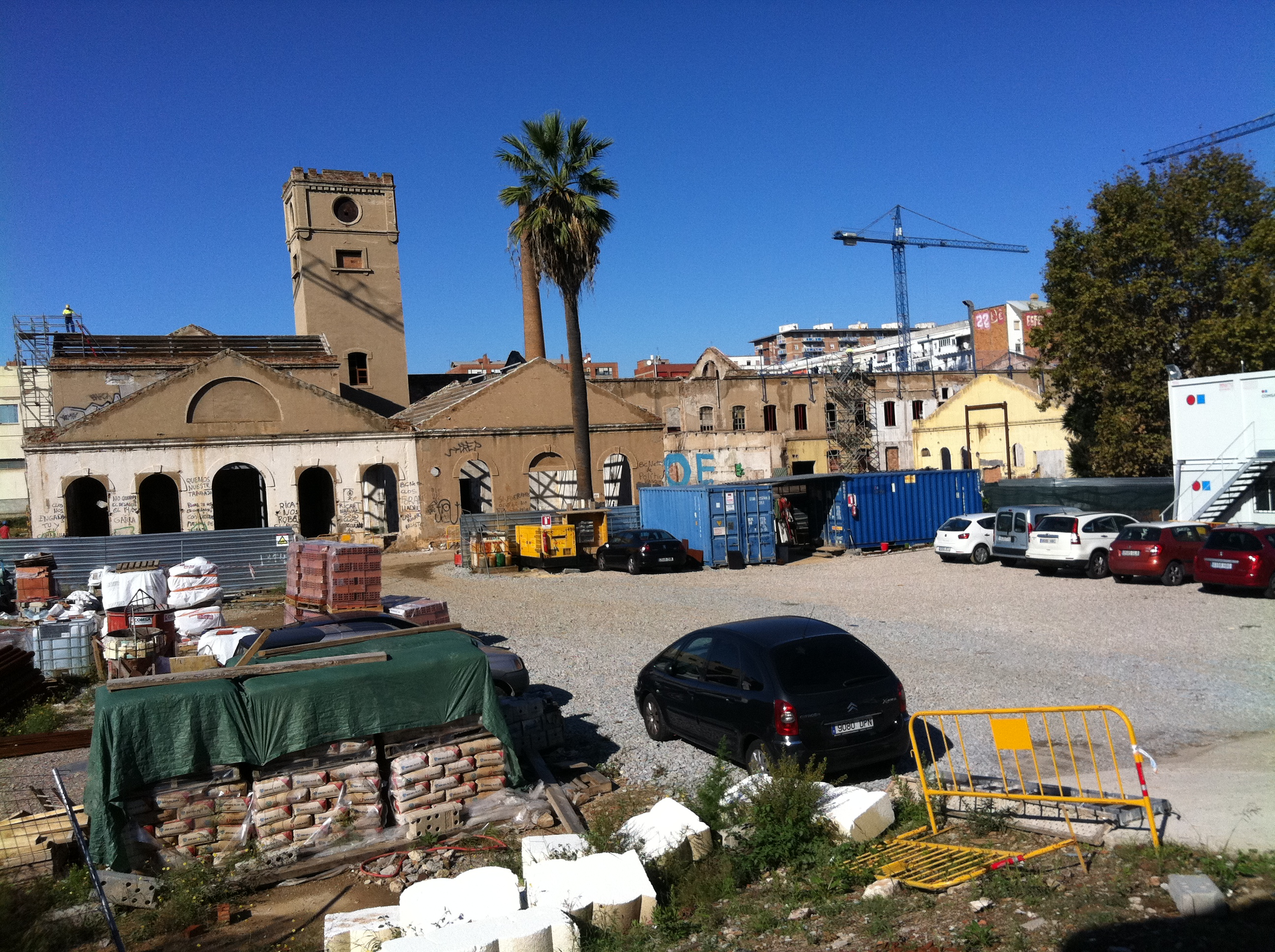
Vista general de Can Ricart
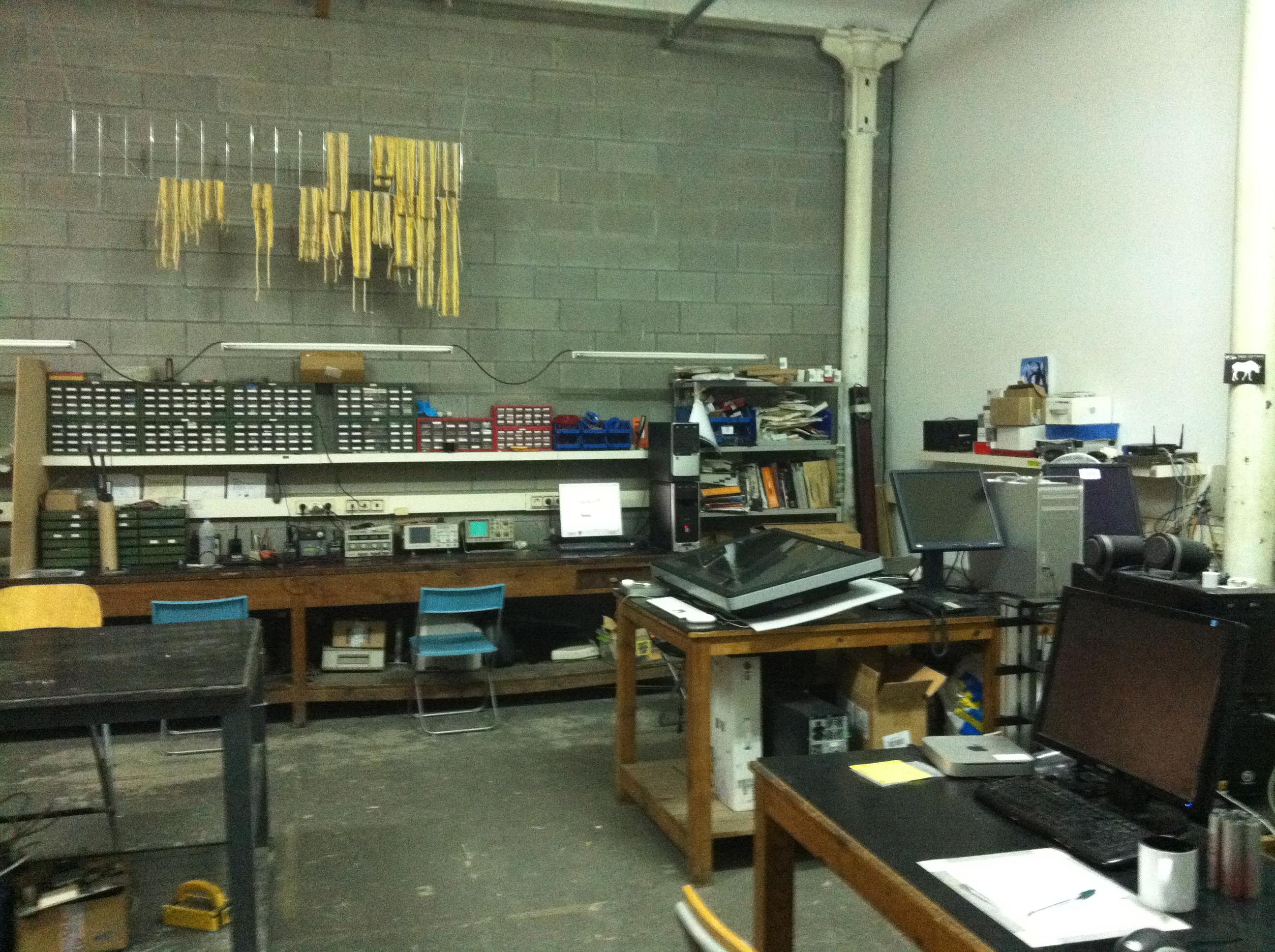
Tallers

## Història

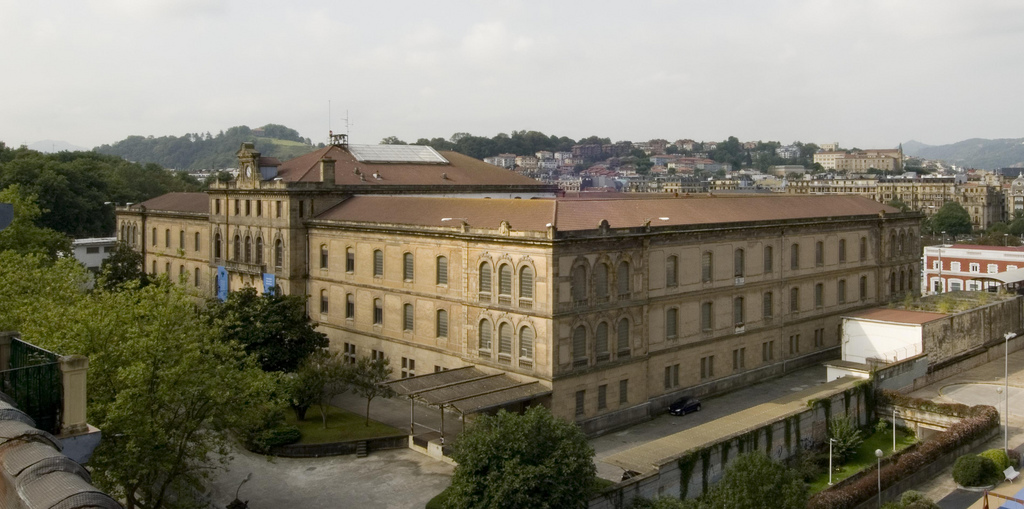
Tabakalera, al País Basc.

El centre de producció artística Hangar es va gestar com un espai per a donar suport als artistes i col·lectius d'artistes als quals els mancava un espai on crear. Amb el temps, s'han obert altres línies d'acció, com la creació d'activitats i workshops per a artistes i la creació de beques internacionals. També compten amb una Central de Producció que ofereix serveis especialitzats en producció artística, que van des d'assessorament gratuït a artistes novells fins a serveis professionals per a la gestió i producció del projectes artístics. Durant els últims anys s'han obert centers de producció similar arreu de l'estat espanyol, com La Nau a Sabadell, Arteleku a Donosti i Can Xalant a Mataró.

## Gestió
Hangar és gestionat per la Fundació Privada d'Artistes Visuals de Catalunya. Els membres del patronat són escollits per l'Assemblea general de l'Associació d'Artistes Visuals de Catalunya, i es renova cada dos anys i mig. El finançament del centre és un model privat que autogestiona recursos públics i privats, provinents de l'Institut de Cultura de l'Ajuntament de Barcelona (ICUB), el Departament de Cultura de la Generalitat de Catalunya, la Diputació de Barcelona, el Ministeri de Cultura i de la Fundació Banc Sabadell.

## Activitat i col·laboracions

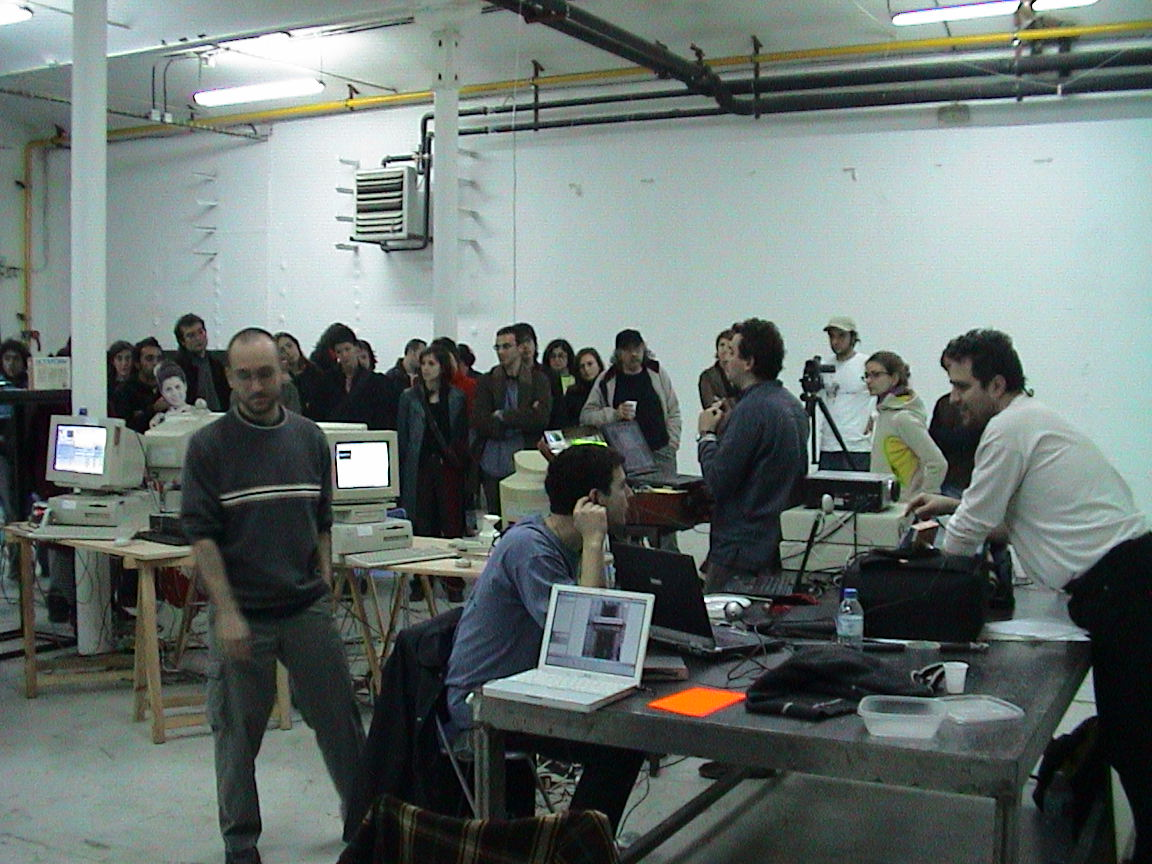
Taller Technologies to the people realitzat el 2003

Tant les activitats com les beques internacionals són obertes a la participació de qualsevol artista. Les convocatòries són obertes i un jurat, anomenat Comissió de Programes, tria les propostes més interessants en funció de la seva qualitat i interès artístic. La comissió de programes està formada per crítics d'art i gestors culturals, i es renova cada dos anys, segons l'acord de l'Assemblea General de Socis del AAVC. Es completa amb la presència d'un representant sense vot de les tres institucions que financen de Hangar.
El programa d'intercanvis internacionals es va iniciar el 1998 amb el 1r acord internacional amb PS1 de Nova York i des de llavors han treballat amb els estudis Duende a Rotterdam, amb la Fondazione Pistolleto a Biella, Fonca Cenart a Mèxic D.F. i, via la Generalitat de Catalunya i el Conseil des Arts et des Lettres du Québec a Axeneo7 al Québec. A nivell internacional també el Museu Aboa Vetus web Aboavetusarsnova per a la biennal de Turku a Finlàndia. A més ha col·laborat amb espais com el MACBA, la Capella o l'Arts Santa Mònica.
Hangar forma part de l'ambiciós pla de Fàbriques de Creació" de l'Ajuntament de Barcelona, que es troba definit al pla estratègic de cultura de 2006.
L'any 2010 va formar part en una ponència del primer Fòrum Impulsa.

## Artistes

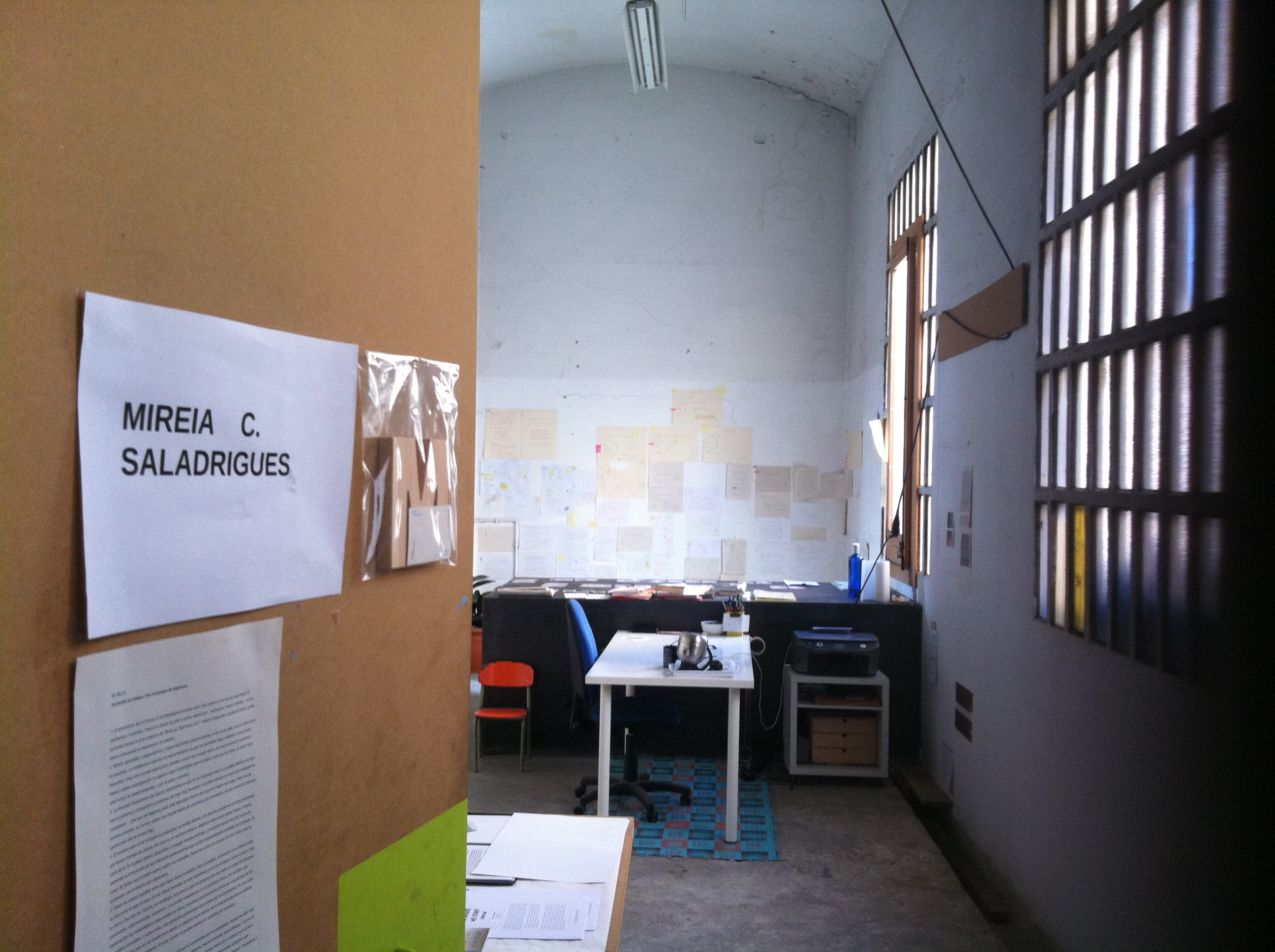
Taller de Mireia C. Saladrigues a Hangar

En els quasi 15 anys de vida de Hangar han passat artistes com Antoni Abad, Eulàlia Valldosera, Susana Solano, Ibon Aranberri o Joan Morey. Una llarga llista de col·lectius d'artistes locals i forans, també han tingut l'oportunitat de desenvolupar els seus projectes al centre: Accneo grup, Befaco, Faboratory, Jacek & Ewa Doroszenko (Polònia), Minipimer-TV, Les Salonnières, TOPLAB Barcelona, Trini, o WeareQQ, entre d'altres.
D'altres artistes, com Sebastián Romo, Fleur Noguera, Ángel Sánchez Borges, Marieke van der Lippe o Hélène Tremblay, han arribat a Hangar a través del seu programa d'intercanvis internacionals.
Actualment (2017) els artistes residents de llarga estada són: Alejandra Avilés, Eliana Beltrán, Paco Chanivet, Patricia Fernández Antón, Florian Freier, Andrea Gómez, Ariadna Guiteras, Ciprian Homorodean, Antonio R. Montesinos, Marco Noris, Rafael Pérez Evans, Patricio Rivera, Christina Schultz, Ali Yerdel.

## Directors
- Pedro Soler - 2006- 2009
- Tere Badia - 2009 - 2018
- Lluís Nacenta - 2018 - 2021[14]
- Anna Manubens - 2021 - avui